# Galatasaray Istanbul/Saison 1971/72
Die Saison 1971/72 von Galatasaray Istanbul war die 64. Saison in der Vereinsgeschichte und die 14. Saison in der türkischen Liga, der 1. Lig. Der Klub beendete die Saison wie im Vorjahr auf dem 1. Platz und wurde zum fünften Mal türkischer Meister. In der Türkiye Kupası schied Galatasaray wie in den beiden Spielzeiten zuvor im Viertelfinale aus. Die Teilnahme am Europapokal der Landesmeister war nach der 1. Runde zu Ende.

## Personalien

### Kader
| Nat.                                           | Name               | Geburtsdatum  | im Verein seit | vorheriger Verein     |
| Torhüter                                       | Torhüter           | Torhüter      | Torhüter       | Torhüter              |
| ---------------------------------------------- | ------------------ | ------------- | -------------- | --------------------- |
| Turkei                                         | Nihat Akbay        | 1. Jan. 1945  | 1968           | Beykozspor            |
| Turkei                                         | Yasin Özdenak      | 11. Okt. 1948 | 1967           | Istanbulspor          |
| Abwehr                                         |                    |               |                |                       |
| Turkei                                         | Ekrem Günalp       | 1. Jan. 1947  | 1969           | Gençlerbirliği Ankara |
| Turkei                                         | Tarık Küpoğlu      | 1. Jan. 1948  | 1971           | Sarıyer SK            |
| Turkei                                         | Muzaffer Sipahi    | 1. Jan. 1941  | 1968           | Ankara Demirspor      |
| Turkei                                         | Tuncay Temeller    | 1. Jan. 1948  | 1970           | PTT                   |
| Turkei                                         | Samim Yağız        | 15. Apr. 1950 | 1969           | eigene Jugend         |
| Mittelfeld                                     |                    |               |                |                       |
| Turkei                                         | Ahmet Akkuş        | 1. Jan. 1944  | 1970           | Kütahyaspor           |
| Turkei                                         | Aydın Güleş        | 1. Jan. 1944  | 1970           | PTT                   |
| Jugoslawien Sozialistische Föderative Republik | Ljubomir Milić     | 22. Apr. 1946 | 1971           | Holland Sport         |
| Turkei                                         | Mehmet Oğuz        | 3. Mai 1949   | 1967           | Kadırga SK            |
| Turkei                                         | Bülent Ünder       | 16. Apr. 1949 | 1969           | eigene Jugend         |
| Turkei                                         | Savaş Yarbay       | 1. Jan. 1946  | 1970           | Aydınspor             |
| Angriff                                        |                    |               |                |                       |
| Turkei                                         | Olcay Başarır      | 1. Jan. 1949  | 1969           | Mersin İdman Yurdu    |
| Turkei                                         | Yıldırım Benayyat  | 18. Okt. 1945 | 1971           | n. a.                 |
| Turkei                                         | Ayhan Elmastaşoğlu | 23. Aug. 1941 | 1960           | Altay Izmir           |
| Turkei                                         | Uğur Köken         | 28. Nov. 1937 | 1959           | eigene Jugend         |
| Turkei                                         | Metin Kurt         | 15. März 1948 | 1970           | PTT                   |
| Turkei                                         | Gökmen Özdenak     | 22. Juni 1947 | 1967           | Istanbulspor          |
| Turkei                                         | Suphi Soylu        | 1. Jan. 1949  | 1970           | Sarıyer SK            |

#### Transfers
| Zugänge                                                                                   | Abgänge |
| ----------------------------------------------------------------------------------------- | --- |
| - Yıldırım Benayyat (n. a.) - Tarık Küpoğlu (Sarıyer SK) - Ljubomir Milić (Holland Sport) | - Ergün Acuner (Beşiktaş Istanbul) - Cengiz Erkazan (n. a.) - Avram Kalpin (Karriere beendet) - Talat Özkarslı (n. a.) |

## Spielkleidung
| Heim | Auswärts | Ausweich |

## Saison
Alle Ergebnisse aus Sicht von Galatasaray Istanbul.
Die Tabelle listet alle 1.-Lig-Spiele des Vereins der Saison 1971/72 auf. Siege sind grün, Unentschieden gelb und Niederlagen rot markiert.

### 1. Lig
| ST | Datum             | Gegner              | Ort                             | Ergebnis  | Tor(e) für Galatasaray Istanbul                                         | Karte(n) für Galatasaray Istanbul |
| -- | ----------------- | ------------------- | ------------------------------- | --------- | ----------------------------------------------------------------------- | --------------------------------- |
| 01 | 22. August 1971   | Eskişehirspor       | Mithatpaşa Stadı, Istanbul      | 1:1 (1:0) | 1:0 Oğuz (13.)                                                          | keine                             |
| 02 | 29. August 1971   | MKE Ankaragücü      | 19 Mayıs Stadı, Ankara          | 0:1 (0:0) | keine                                                                   | keine                             |
| 03 | 5. September 1971 | Karşıyaka SK        | Alsancak Stadı, Izmir           | 3:2 (3:0) | 1:0 Kurt (15.), 2:0 Oğuz (27.), 3:0 Kurt (34.)                          | keine                             |
| 04 | 3. Oktober 1971   | Samsunspor          | Şehir Stadı, Samsun             | 0:0       | keine                                                                   | keine                             |
| 05 | 10. Oktober 1971  | Fenerbahçe Istanbul | Ali Sami Yen Stadyumu, Istanbul | 1:0 (1:0) | 1:0 Akkuş (25.)                                                         | keine                             |
| 06 | 23. Oktober 1971  | Altay Izmir         | Mithatpaşa Stadı, Istanbul      | 1:0 (1:0) | 1:0 Akkuş (42.)                                                         | keine                             |
| 07 | 31. Oktober 1971  | Bursaspor           | Atatürk Stadı, Bursa            | 0:0       | keine                                                                   | Özdenak (75.)                     |
| 08 | 7. November 1971  | Beşiktaş Istanbul   | Mithatpaşa Stadı, Istanbul      | 1:2 (1:1) | 1:1 Özdenak (34.)                                                       | keine                             |
| 09 | 21. November 1971 | Göztepe Izmir       | Ali Sami Yen Stadyumu, Istanbul | 0:0       | keine                                                                   | keine                             |
| 10 | 27. November 1971 | Vefa Istanbul       | Ali Sami Yen Stadyumu, Istanbul | 0:0       | keine                                                                   | keine                             |
| 11 | 11. Dezember 1971 | Adanaspor           | Mithatpaşa Stadı, Istanbul      | 1:0 (0:0) | 1:0 Akkuş (89.)                                                         | keine                             |
| 12 | 18. Dezember 1971 | Istanbulspor        | Ali Sami Yen Stadyumu, Istanbul | 2:0 (1:0) | 1:0 Oğuz (32.), 2:0 Akkuş (74.)                                         | keine                             |
| 13 | 26. Dezember 1971 | Mersin İdman Yurdu  | Tevfik Sırrı Gür Stadı, Mersin  | 1:1 (1:0) | 1:0 Köken (42.)                                                         | keine                             |
| 14 | 2. Januar 1972    | Giresunspor         | Ali Sami Yen Stadyumu, Istanbul | 4:0 (3:0) | 1:0 Temeller (27. Elfmeter), 2:0 Akkuş (32.), 3:0 Oğuz (34.), 4:0 Güleş | keine                             |
| 15 | 9. Januar 1972    | Boluspor            | Şehir Stadı, Bolu               | 2:0 (0:0) | 1:0 Köken (48.), 2:0 Kurt (54.)                                         | keine                             |
| 16 | 20. Februar 1972  | Eskişehirspor       | Atatürk Stadı, Eskişehir        | 1:1 (1:1) | 1:1 Özdenak (17.)                                                       | keine                             |
| 17 | 26. Februar 1972  | MKE Ankaragücü      | Mithatpaşa Stadı, Istanbul      | 2:0 (0:0) | 1:0 Özdenak (79.), 2:0 Akkuş (79.)                                      | keine                             |
| 18 | 4. März 1972      | Karşıyaka SK        | Ali Sami Yen Stadyumu, Istanbul | 2:1 (2:0) | 1:0 Oğuz (17.), 2:0 Özdenak (22.)                                       | keine                             |
| 19 | 12. März 1972     | Fenerbahçe Istanbul | Mithatpaşa Stadı, Istanbul      | 1:2 (1:1) | 1:1 Elmastaşoğlu (42.)                                                  | keine                             |
| 20 | 19. März 1972     | Samsunspor          | Ali Sami Yen Stadyumu, Istanbul | 1:0 (1:0) | 1:0 Özdenak (35.)                                                       | keine                             |
| 21 | 26. März 1972     | Altay Izmir         | Alsancak Stadı, Izmir           | 3:1 (1:1) | 1:0 Özdenak (3.), 2:1 Soylu (47.), 3:1 Özdenak (87.)                    | Oğuz (54.)                        |
| 22 | 2. April 1972     | Bursaspor           | Ali Sami Yen Stadyumu, Istanbul | 1:0 (1:0) | 1:0 Kurt (19.)                                                          | keine                             |
| 23 | 9. April 1972     | Beşiktaş Istanbul   | Ali Sami Yen Stadyumu, Istanbul | 1:0 (0:0) | 1:0 Özdenak (68.)                                                       | keine                             |
| 24 | 16. April 1972    | Göztepe Izmir       | Alsancak Stadı, Izmir           | 0:1 (0:1) | keine                                                                   | keine                             |
| 25 | 23. April 1972    | Vefa Istanbul       | Mithatpaşa Stadı, Istanbul      | 1:0 (0:0) | 1:0 Köken (71.)                                                         | keine                             |
| 26 | 30. April 1972    | Adanaspor           | Şehir Stadı, Adana              | 0:0       | keine                                                                   | keine                             |
| 27 | 6. Mai 1972       | Istanbulspor        | Mithatpaşa Stadı, Istanbul      | 1:0 (1:0) | 1:0 Temeller (23.)                                                      | keine                             |
| 28 | 14. Mai 1972      | Mersin İdman Yurdu  | Ali Sami Yen Stadyumu, Istanbul | 1:0 (0:0) | 1:0 Kurt (42.)                                                          | keine                             |
| 29 | 21. Mai 1972      | Giresunspor         | Şehir Stadı, Giresun            | 0:1 (0:0) | keine                                                                   | keine                             |
| 30 | 28. Mai 1972      | Boluspor            | Ali Sami Yen Stadyumu, Istanbul | 2:0 (2:0) | 1:0 Özdenak (8.), 2:0 Özdenak (35.)                                     | keine                             |

### Türkiye Kupası
| Runde        | Datum             | Gegner        | Ort                        | Ergebnis  | Tor(e) für Galatasaray Istanbul                              | Karte(n) für Galatasaray Istanbul |
| ------------ | ----------------- | ------------- | -------------------------- | --------- | ------------------------------------------------------------ | --------------------------------- |
| 1R-Hinspiel  | 3. November 1971  | Şekerspor     | Mithatpaşa Stadı, Istanbul | 0:0       | keine                                                        | keine                             |
| 1R-Rückspiel | 24. November 1971 | Şekerspor     | 19 Mayıs Stadı, Ankara     | 3:0 (2:0) | 1:0 Akkuş (8.), 2:0 Başarır (26.), 3:0 Günalp (60.)          | keine                             |
| 2R-Hinspiel  | 22. Dezember 1971 | Göztepe Izmir | Mithatpaşa Stadı, Istanbul | 3:0 (1:0) | 1:0 Oğuz (25.), 2:0 Akkuş (65.), 3:0 Temeller (88. Elfmeter) | keine                             |
| 2R-Rückspiel | 22. März 1972     | Göztepe Izmir | Alsancak Stadı, Izmir      | 1:1 (0:1) | 1:1 Kurt (49.)                                               | keine                             |
| VF-Hinspiel  | 29. März 1972     | Bursaspor     | Atatürk Stadı, Bursa       | 0:1 (0:1) | keine                                                        | keine                             |
| VF-Rückspiel | 19. April 1972    | Bursaspor     | Mithatpaşa Stadı, Istanbul | 1:1 (1:0) | 1:0 Ünder (19.)                                              | keine                             |

### Europapokal der Landesmeister
| Runde        | Datum              | Gegner      | Ort                                | Ergebnis  | Tor(e) für Galatasaray Istanbul | Karte(n) für Galatasaray Istanbul |
| ------------ | ------------------ | ----------- | ---------------------------------- | --------- | ------------------------------- | --------------------------------- |
| 1R-Hinspiel  | 15. September 1971 | ZSKA Moskau | Mithatpaşa Stadı, Istanbul         | 1:1 (0:1) | 1:1 Güleş (79.)                 | keine                             |
| 1R-Rückspiel | 29. September 1971 | ZSKA Moskau | W. I. Lenin-Zentralstadion, Moskau | 0:3 (0:1) | keine                           | keine                             |

### Cumhurbaşkanlığı Kupası
| Galatasaray Istanbul (Meister)                        | Galatasaray Istanbul (Meister) | MKE Ankaragücü (Pokalsieger) | MKE Ankaragücü (Pokalsieger) |
| ----------------------------------------------------- | --- | --- | ---------------------------- |
| Galatasaray Istanbul (Meister)                        | \| 11. Juni 1972 um 20:00 Uhr in Ankara (19 Mayıs Stadı) \| \| Ergebnis: 3:0 (2:0) \| \| Schiedsrichter: Ömer Karadağ \| \| Spielbericht \|                                                            | \| 11. Juni 1972 um 20:00 Uhr in Ankara (19 Mayıs Stadı) \| \| Ergebnis: 3:0 (2:0) \| \| Schiedsrichter: Ömer Karadağ \| \| Spielbericht \|                                                                                         | MKE Ankaragücü (Pokalsieger) |
| Galatasaray Istanbul (Meister)                        | Nihat Akbay – Tuncay Temeller, Muzaffer Sipahi, Ekrem Günalp, Ahmet Akkuş – Aydın Güleş, Bülent Ünder, Gökmen Özdenak, Ayhan Elmastaşoğlu – Metin Kurt, Uğur Köken Cheftrainer: Brian Birch ( England) | Mehmet Aktan – Erman Toroğlu, Adnan Pirol, Müjdat Yalman, İsmail Dilber – Metin Yılmaz, Selçuk Yalçıntaş, Coşkun Süer, Zafer Göncüler (73. Melih Atacan) – Köksal Mesçi, Abdullah Çevrim (73. Sakıp Özberk) Cheftrainer: Ziya Taner | MKE Ankaragücü (Pokalsieger) |
| Galatasaray Istanbul (Meister)                        | 1:0 Gökmen Özdenak (26.) 2:0 Ahmet Akkuş (35.) 3:0 Gökmen Özdenak (83.) | | MKE Ankaragücü (Pokalsieger) |
| 11. Juni 1972 um 20:00 Uhr in Ankara (19 Mayıs Stadı) | | |                              |
| Ergebnis: 3:0 (2:0)                                   | | |                              |
| Schiedsrichter: Ömer Karadağ                          | | |                              |
| Spielbericht                                          | | |                              |

### TSYD Kupası
| Datum           | Gegner              | Ort                        | Ergebnis  | Tor(e) für Galatasaray Istanbul | Karte(n) für Galatasaray Istanbul |
| --------------- | ------------------- | -------------------------- | --------- | ------------------------------- | --------------------------------- |
| 11. August 1971 | Fenerbahçe Istanbul | Mithatpaşa Stadı, Istanbul | 1:0 (0:0) | 1:0 Özdenak (81.)               | keine                             |
| 15. August 1971 | Beşiktaş Istanbul   | Mithatpaşa Stadı, Istanbul | 0:1 (0:1) | keine                           | keine                             |

## Statistiken

### Teamstatistik
| Wettbewerb                    | Punkte | daheim | daheim | daheim | daheim | daheim | auswärts | auswärts | auswärts | auswärts | auswärts | Gesamt | Gesamt | Gesamt | Gesamt | Gesamt | Tordifferenz |
| Wettbewerb                    | Punkte | Sp     | G      | U      | N      | TV     | Sp       | G        | U        | N        | TV       | Sp     | G      | U      | N      | TV     | Tordifferenz |
| ----------------------------- | ------ | ------ | ------ | ------ | ------ | ------ | -------- | -------- | -------- | -------- | -------- | ------ | ------ | ------ | ------ | ------ | ------------ |
| 1. Lig                        | 42:18  | 15     | 13     | 2      | 0      | 20:2   | 15       | 4        | 6        | 5        | 14:12    | 30     | 17     | 8      | 5      | 34:14  | +20          |
| Türkiye Kupası                | –      | 3      | 1      | 2      | 0      | 4:1    | 3        | 1        | 1        | 1        | 4:2      | 6      | 2      | 3      | 1      | 8:3    | +5           |
| Europapokal der Landesmeister | –      | 1      | 0      | 1      | 0      | 1:1    | 1        | 0        | 0        | 1        | 0:3      | 2      | 0      | 1      | 1      | 1:4    | –3           |
| Gesamt                        | 42:18  | 19     | 14     | 5      | 0      | 25:4   | 19       | 5        | 7        | 7        | 18:17    | 38     | 19     | 12     | 7      | 43:21  | +22          |

### Saisonverlauf
| Spieltag | 1 | 2  | 3 | 4 | 5 | 6 | 7 | 8 | 9 | 10 | 11 | 12 | 13 | 14 | 15 | 16 | 17 | 18 | 19 | 20 | 21 | 22 | 23 | 24 | 25 | 26 | 27 | 28 | 29 | 30 |
| -------- | - | -- | - | - | - | - | - | - | - | -- | -- | -- | -- | -- | -- | -- | -- | -- | -- | -- | -- | -- | -- | -- | -- | -- | -- | -- | -- | -- |
| Spielort | H | A  | A | H | A | H | A | A | H | A  | H  | A  | A  | H  | A  | A  | H  | H  | A  | S  | A  | H  | H  | A  | H  | A  | H  | H  | A  | H  |
| Resultat | U | N  | S | S | U | S | U | N | U | U  | S  | S  | U  | S  | S  | U  | S  | S  | N  | S  | S  | S  | S  | N  | S  | U  | S  | S  | N  | S  |
| Platz    | 4 | 12 | 6 | 6 | 7 | 4 | 5 | 6 | 8 | 8  | 5  | 3  | 3  | 2  | 1  | 2  | 2  | 1  | 1  | 1  | 1  | 1  | 1  | 1  | 1  | 1  | 1  | 1  | 1  | 1  |

Quelle: https://www.weltfussball.de/spielplan/tur-sueperlig-1971-1972
Legende: Spielort: H = Heim; A = Auswärts. Resultat: S = Sieg; U = Unentschieden; N = Niederlage

### Spielerstatistiken
| Spieler            | 1. Lig   | 1. Lig | 1. Lig      | 1. Lig     | Türkiye Kupası/Cumhurbaşkanlığı Kupası | Türkiye Kupası/Cumhurbaşkanlığı Kupası | Türkiye Kupası/Cumhurbaşkanlığı Kupası | Türkiye Kupası/Cumhurbaşkanlığı Kupası | Europapokal der Landesmeister | Europapokal der Landesmeister | Europapokal der Landesmeister | Europapokal der Landesmeister | Total    | Total | Total       | Total      |
| Spieler            | Einsätze | Tore   | Gelbe Karte | Rote Karte | Einsätze                               | Tore                                   | Gelbe Karte                            | Rote Karte                             | Einsätze                      | Tore                          | Gelbe Karte                   | Rote Karte                    | Einsätze | Tore  | Gelbe Karte | Rote Karte |
| ------------------ | -------- | ------ | ----------- | ---------- | -------------------------------------- | -------------------------------------- | -------------------------------------- | -------------------------------------- | ----------------------------- | ----------------------------- | ----------------------------- | ----------------------------- | -------- | ----- | ----------- | ---------- |
| Nihat Akbay        | 14       | 0      | 0           | 0          | 4                                      | 0                                      | 0                                      | 0                                      | 2                             | 0                             | 0                             | 0                             | 20       | 0     | 0           | 0          |
| Ahmet Akkuş        | 26       | 6      | 0           | 0          | 6                                      | 3                                      | 0                                      | 0                                      | 0                             | 0                             | 0                             | 0                             | 32       | 9     | 0           | 0          |
| Olcay Başarır      | 22       | 0      | 0           | 0          | 4                                      | 1                                      | 0                                      | 0                                      | 2                             | 0                             | 0                             | 0                             | 28       | 1     | 0           | 0          |
| Yıldırım Benayyat  | 6        | 0      | 0           | 0          | 3                                      | 0                                      | 0                                      | 0                                      | 0                             | 0                             | 0                             | 0                             | 9        | 0     | 0           | 0          |
| Ayhan Elmastaşoğlu | 27       | 1      | 0           | 0          | 4                                      | 0                                      | 0                                      | 0                                      | 2                             | 0                             | 0                             | 0                             | 33       | 1     | 0           | 0          |
| Aydın Güleş        | 27       | 1      | 0           | 0          | 5                                      | 0                                      | 0                                      | 0                                      | 2                             | 1                             | 0                             | 0                             | 34       | 2     | 0           | 0          |
| Ekrem Günalp       | 24       | 0      | 0           | 0          | 6                                      | 1                                      | 0                                      | 0                                      | 2                             | 0                             | 0                             | 0                             | 32       | 1     | 0           | 0          |
| Uğur Köken         | 19       | 3      | 0           | 0          | 5                                      | 0                                      | 0                                      | 0                                      | 0                             | 0                             | 0                             | 0                             | 24       | 3     | 0           | 0          |
| Tarık Küpoğlu      | 10       | 0      | 0           | 0          | 2                                      | 0                                      | 0                                      | 0                                      | 0                             | 0                             | 0                             | 0                             | 12       | 0     | 0           | 0          |
| Metin Kurt         | 27       | 5      | 0           | 0          | 6                                      | 1                                      | 0                                      | 0                                      | 2                             | 0                             | 0                             | 0                             | 35       | 6     | 0           | 0          |
| Ljubomir Milić     | 0        | 0      | 0           | 0          | 0                                      | 0                                      | 0                                      | 0                                      | 0                             | 0                             | 0                             | 0                             | 0        | 0     | 0           | 0          |
| Mehmet Oğuz        | 27       | 5      | 0           | 1          | 4                                      | 1                                      | 0                                      | 0                                      | 2                             | 0                             | 0                             | 0                             | 33       | 6     | 0           | 1          |
| Gökmen Özdenak     | 24       | 10     | 0           | 1          | 6                                      | 2                                      | 0                                      | 0                                      | 2                             | 0                             | 0                             | 0                             | 32       | 12    | 0           | 1          |
| Yasin Özdenak      | 16       | 0      | 0           | 0          | 3                                      | 0                                      | 0                                      | 0                                      | 0                             | 0                             | 0                             | 0                             | 19       | 0     | 0           | 0          |
| Muzaffer Sipahi    | 30       | 0      | 0           | 0          | 7                                      | 0                                      | 0                                      | 0                                      | 2                             | 0                             | 0                             | 0                             | 39       | 0     | 0           | 0          |
| Suphi Soylu        | 4        | 1      | 0           | 0          | 3                                      | 0                                      | 0                                      | 0                                      | 0                             | 0                             | 0                             | 0                             | 7        | 1     | 0           | 0          |
| Tuncay Temeller    | 20       | 2      | 0           | 0          | 7                                      | 1                                      | 0                                      | 0                                      | 2                             | 0                             | 0                             | 0                             | 29       | 3     | 0           | 0          |
| Bülent Ünder       | 20       | 0      | 0           | 0          | 4                                      | 1                                      | 0                                      | 0                                      | 2                             | 0                             | 0                             | 0                             | 26       | 1     | 0           | 0          |
| Samim Yağız        | 12       | 0      | 0           | 0          | 3                                      | 0                                      | 0                                      | 0                                      | 2                             | 0                             | 0                             | 0                             | 17       | 0     | 0           | 0          |
| Savaş Yarbay       | 11       | 0      | 0           | 0          | 2                                      | 0                                      | 0                                      | 0                                      | 1                             | 0                             | 0                             | 0                             | 14       | 0     | 0           | 0          |